# Montes Volsinos
Los montes Volsinos (en italiano, Monti Volsini o Vulsini) son una sierra menor en el norte del Lacio, Italia. Está formada por colinas de origen volcánico, en torno a la cuenca del lago de Bolsena. Pertenecen a los Antiapeninos del Lacio.
Se encuentran en la provincia de Viterbo. El punto más alto es Passo della Montagnola, entre los municipios de Latera y Gradoli, con 639 m s. n. m.
La zona es un resto de un antiguo volcán (Vulsinio). Se cultivan con intensidad aceitunas y vides, mientras que la vegetación incluye el roble, el aliso y el castaño. También hay jabalíes en la región volsina. La cordillera toma su nombre de la antigua ciudad etrusca de Volsinii.